# Солање (Кјети)
Солање (итал. Solagne) је насеље у Италији у округу Кјети, региону Абруцо.
Према процени из 2011. у насељу је живело 77 становника. Насеље се налази на надморској висини од 238 м.